# جين كورمان
جين كورمان (بالإنجليزية: Gene Corman)‏ هو وكيل مواهب ومنتج أفلام أمريكي، ولد في 24 سبتمبر 1927 في ديترويت في الولايات المتحدة.

## وصلات خارجية
- جين كورمان على موقع IMDb (الإنجليزية)
- جين كورمان على موقع قاعدة بيانات الفيلم (الإنجليزية)